# Jakob Michael Perschy
Jakob Michael Perschy (* 1960 in Neusiedl am See) ist ein österreichischer Schriftsteller und Leiter der Burgenländischen Landesbibliothek.

## Leben
Jakob Michael Perschy wuchs in Neusiedl am See auf. Nachdem er 1978 die Matura abgelegt hatte, absolvierte er eine Buchhandelslehre in Wien. Sodann studierte er Ethnologie und Deutsche Philologie an der Universität Wien. Sein Diplomstudium schloss er 1985 als Magister der Philosophie ab, 1992 wurde er zum Doktor der Philosophie promoviert.
Er ist Leiter der Burgenländischen Landesbibliothek und zeichnet auch für die Redaktion der Burgenländischen Heimatblätter sowie der Burgenländischen Forschungen verantwortlich. Zudem ist er auf dem Gebiet der burgenländischen Dialektforschung aktiv. Als vielseitiger Autor veröffentlicht Perschy sowohl wissenschaftliche Texte als auch Prosa, Kinderbücher und Lyrik. Er lebt in Neusiedl am See.

## Auszeichnungen
- 2002 Otto-Stoessl-Preis

## Schriften (Auswahl)
- Beisel-Alltag. Die Gaststätten im Einzugsbereich der Kreuzgasse in Wien, Währing. Universität Wien, Diplomarbeit, Wien 1985.
- Der Rausch in seinem kulturalen Feld. Alkohol als die integrierte und integrative Droge des Abendlandes aus der Sicht der Volkskunde. Universität Wien, Dissertation, Wien 1992.
- Der Gelsenkönig. Geschichten aus dem vorigen Jahrhundert. Verlag Bibliothek der Provinz, Weitra 2000, ISBN 3-85252-342-7.
- Nichte Gabi. Erzählungen. Verlag Bibliothek der Provinz, Weitra 2001, ISBN 3-85252-397-4.
- Sprechen Sie Burgenländisch? Ein Sprachführer für Einheimische und Zugereiste. Ueberreuter, Wien 2004, 5. Auflage 2010, ISBN 978-3-8000-7040-4.
- Ich als Russe. Erzählungen. Verlag Bibliothek der Provinz, Weitra 2005, ISBN 3-85252-649-3.
- Balthasar und die Bibliotheksfledermaus. Mit Illustrationen von Hans-Günther Döring. Betz Verlag, Wien 2006, ISBN 978-3-219-11257-3.
- Die kleine Fledermaus-Buchhändlerin. Mit Illustrationen von Hans-Günther Döring. Betz Verlag, Wien 2006, ISBN 978-3-219-11394-5.
- Low lines. Glimpfliche Gedichte. Verlag Bibliothek der Provinz, Weitra 2015, ISBN 978-3-99028-445-2.
- Das Gespenst mit dem Strohhut. Vier fantastische Geschichten. edition lex liszt 12, Oberwart 2016, ISBN 978-3-99016-104-3.
- Hundert Wörter Burgenländisch. Ein Beitrag zu 100 Jahre Burgenland. edition lex liszt 12, Oberwart 2021, ISBN 978-3-99016-193-7.

## Herausgeber
- Bollwerk Forchtenstein. Burg Forchtenstein. Burgenländische Landesausstellung 1993, Landesarchiv und -bibliothek, Eisenstadt 1993.
- Die Fürsten Esterházy. Magnaten, Diplomaten & Mäzene. Ausstellung der Republik Österreich, des Landes Burgenland und der Freistadt Eisenstadt im Schloss Esterházy 1995, Landesarchiv und -bibliothek, Eisenstadt 1995, ISBN 3-901517-01-4.
- 800 Jahre Zisterzienser im pannonischen Raum. mit Christa Farka u. a., 	Burgenländische Landes-Sonderausstellung 1996 Klostermarienberg, Landesarchiv und -bibliothek, Eisenstadt 1996.
- mit Susanne Uslu-Pauer, Eva Holpfer: Vor dem Volksgericht. Verfahren gegen burgenländische NS-Täter 1945–1955. Landesarchiv und -bibliothek, Eisenstadt 2008, ISBN 978-3-901517-59-4.
- Insich(t) & ansich(t). Das Burgenland von 1921 bis 2011. Tagungsband des Symposions des Burgenländischen Landesarchivs 2011, Landesarchiv und -bibliothek, Eisenstadt 2011, ISBN 978-3-901517-70-9.